# Incydent trubecki
Incydent trubecki – wydarzenie, mające miejsce w Rzeczypospolitej, w okresie od 1644 do 1646 r., a zakończone oddaniem Księstwa Trubeckiego Carstwu Rosyjskiemu.

## Preludium i przebieg
Trubeck, a właściwie Księstwo Trubeckie, był to obszar o powierzchni 2350 km² położony na pograniczu litewsko-moskiewskim. Zgodnie z postanowieniami pokoju polanowskiego obszar ten został przyłączony do Rzeczypospolitej. W wyniku wytyczania wspólnej granicy Moskwa zażądała, by powrócił w jej granice. Władysław IV, licząc, że uda mu się przychylnie usposobić cara do swoich planów wojny z Turcją, wyraził na to zgodę. W roku 1644 nakazał oberszterowi gwardii królewskiej (późniejszemu oboźnemu litewskiemu) Samuelowi Osińskiemu udanie się nad granicę i oddanie Moskwie Trubecka. W razie oporu oboźny miał prawo użyć siły. Ostatecznie do tego nie doszło i Trubeck został oddany (bez rekompensaty) Moskwie. Wydarzenie to wywołało oburzenie w całej Rzeczypospolitej (największe na Litwie, mniejsze w Koronie). Doprowadziło do rozejścia bez uchwał sejmu roku 1645 i zakończyło się dopiero na sejmie rok później.

## Skutki
Ostatecznie sejm Rzeczypospolitej z 1646 roku, uznał, iż pretensje Moskwy były bezzasadne. Uznano, że spełnienie żądań przyniosło uszczerbek Wielkiemu Księstwu Litewskiemu i poszczególnym osobom. Aby to zrekompensować postanowiono:
- dwa starostwa koronne (Lubecz i Łojów) przyłączyć do Wielkiego Księstwa, do województwa smoleńskiego, podatki z nich, w razie nałożenia przez sejm, wpływać miały do skarbu litewskiego, zaś kwarta do koronnego, służbę wojskową obowiązani do niej mieszkańcy starostw mieli odbywać w zależności od zagrożenia w armii Korony bądź Litwy[7];
- Jerzemu Trubeckiemu i innym drobniejszym posiadaczom wypłacić odpowiednio 180 i 120 tys. zł (były to sumy jak na owe czasy ogromne, wystarczy tylko wspomnieć, że podatek podymny z obszaru całego Wielkiego Księstwa w 1650 r. dał skarbowi trochę ponad 230 tys. zł[8]);
- zakazano na przyszłość podobnych spraw sine scitu et consensu generali (łac. bez uchwały i zgody powszechnej) na Seymie wszystkiey Rzepltey.

## Literatura
- Henryk Wisner, Janusz Radziwiłł 1612–1655, Warszawa 2000, s. 80–81.
- Urszula Augustyniak, Historia Polski 1572–1795, Warszawa 2008, s. 64.